# WrestleMania 36
Die WWE WrestleMania 36 war die 36. der jährlichen WrestleMania-Großveranstaltungen, die als Pay-per-View und im WWE Network von der World Wrestling Entertainment ausgetragen wurde. Sie wurde am 25. und 26. März im Performance Center der WWE in Orlando, Florida aufgezeichnet und am 4. und 5. April 2020 ausgestrahlt. An der Veranstaltung waren die Roster von WWE Raw, WWE SmackDown Live und, erstmals, WWE NXT beteiligt.

## Hintergrund
Aufgrund der 2020 weltweit aufgetretenen COVID-19-Pandemie waren in den USA keine Zuschauer bei Sportveranstaltungen zugelassen, woraufhin die WWE am 17. März 2020 bekannt gab, die Veranstaltung unter Ausschluss der Öffentlichkeit im eigenen Performance Center stattfinden zu lassen. Außerdem wurde WrestleMania als „zu groß für eine Nacht“ angekündigt, sodass diese erstmals in der Geschichte auf zwei aufeinanderfolgende Abende aufgeteilt wird.
Vor den Hauptveranstaltungen fanden jeweils zwei Pre-Shows statt, die auf dem WWE Network, auf Pro7 Maxx und in den größten sozialen Netzwerken, wie Facebook und YouTube, übertragen wurden. Am 18. März 2020 verkündete der ehemalige NFL-Spieler der New England Patriots, Robert „Gronk“ Gronkowski, auf seinem offiziellen Twitter-Account, dass er als Gastgeber für die anstehende WrestleMania fungieren wird.
Die Veranstaltung wurde von dem Lied Blinding Lights des kanadischen R&B Musikers The Weeknd als offiziellem Titelsong begleitet.

## Storyline
Im Vorfeld dieser Veranstaltung wurden 17 Matches von der WWE angesetzt. Um nicht zu viele verschiedene Wrestler einsetzen zu müssen, wurden die traditionelle Battle Royal der Frauen und die 30-Mann-André-the-Giant-Battle-Royal in diesem Jahr ausgesetzt. Weiterhin gab es aufgrund kurzfristiger Ausfälle von Wrestlern vier Änderungen bei den angekündigten Matches. Beim Universal Championship Match ersetzte Braun Strowman Roman Reigns, Dana Brooke wurde aus dem Smackdown Women’s Championship Match herausgenommen, das Smackdown Tag Team Match wurde mit nur einem Teilnehmer jedes Teams bestritten und beim Raw-Tag-Team-Titelmatch wurde Andrade durch den NXT-Superstar Austin Theory ersetzt.

## Tag 1

### Kickoff-Show

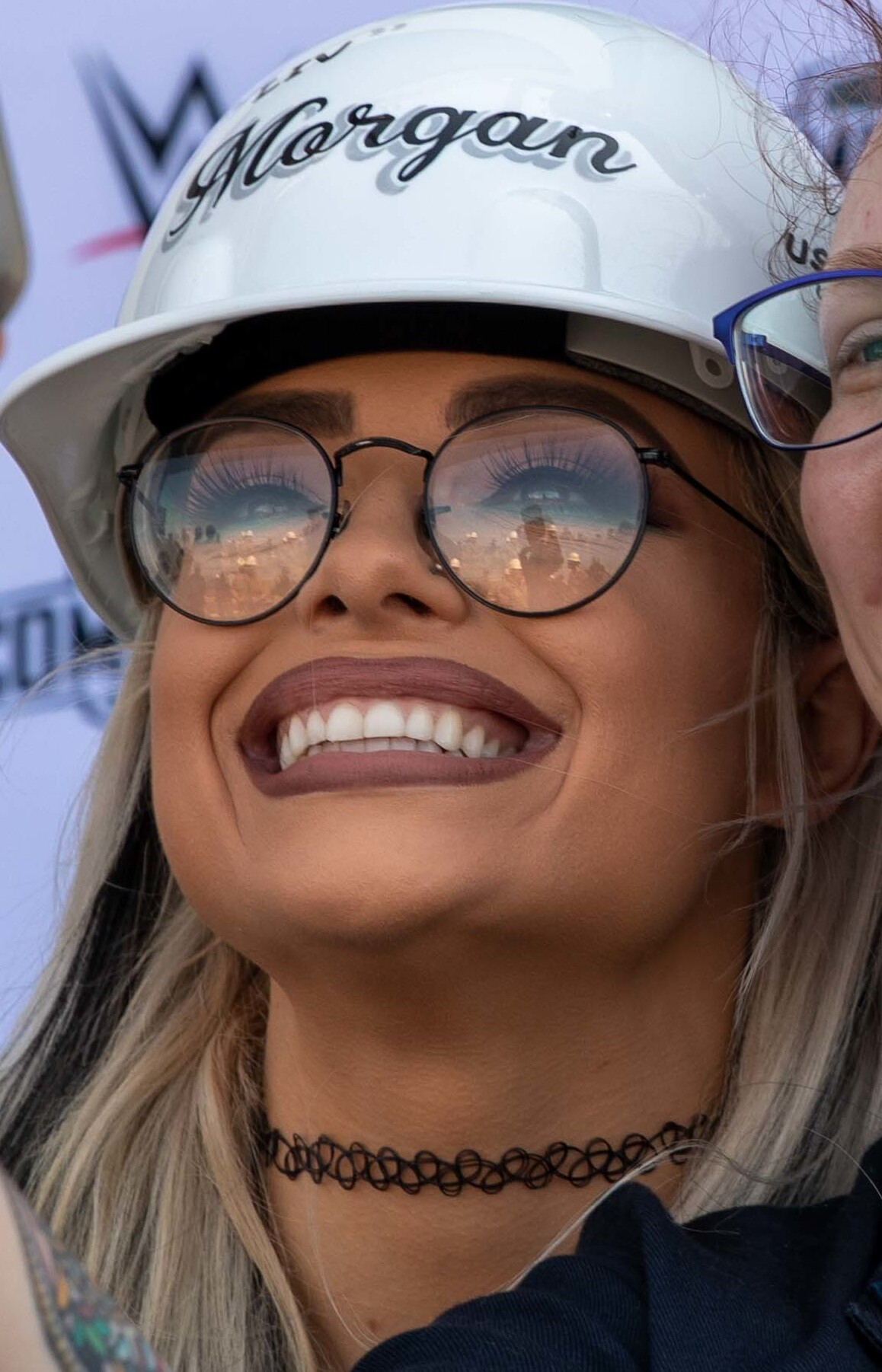

Die einstündige Kickoff-Show startete jeweils Samstag und Sonntag um 18:00 Uhr (00:00 Uhr MEZ).

### Cesaro gegen Drew Gulak

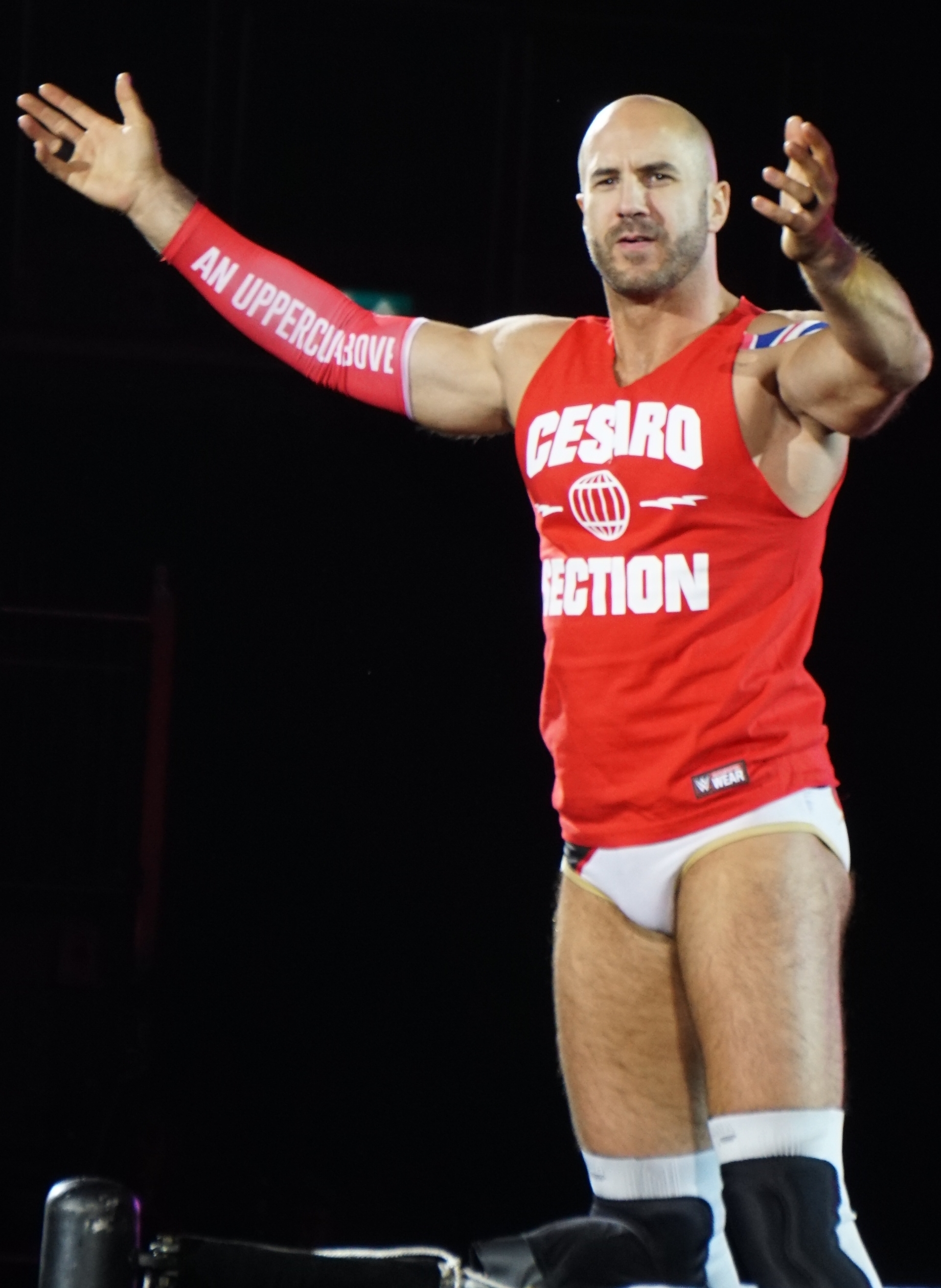

Drew Gulak versucht über mehrere Wochen hinweg, verschiedene Wrestler anhand von Power-Point-Präsentationen über ihre Fehler in den Matches zu informieren. Als er es schließlich bei Daniel Bryan versucht und ihn durch seine überzeugende Leistung im gemeinsamen Match bei No Escape schließlich zur Zusammenarbeit bewegen kann, wird er in dessen Auseinandersetzung mit der Gruppierung rund um den Intercontinental Champion Sami Zayn reingezogen, der Gulak als einen Nobody ohne wrestlerische Fähigkeiten bezeichnet.
Nachdem Gulak und Bryan in mehreren Smackdown-Ausgaben die andern Mitglieder aus Zayns Gruppe, Cesaro und Shinsuke Nakamura, besiegen kann und Gulak durch einen Sieg in einem Einzelmatch gegen Nakamura Bryan sogar ein Titelmatch gegen Zayn sichern kann, kommt es bei der Smackdown-Ausgabe vom 3. April nach einem Match zwischen Bryan und Nakamura zu einem Brawl zwischen Gulak und Cesaro, der durch eine Matchansetzung zwischen den beiden bei WrestleMania zum Ende der Fehde aller Beteiligten führen soll.
Bei WrestleMania gewinnt Cesaro gegen Drew Gulak via Pin nach einem No Hands Cyclone Crash.

## Hauptshow Tag 1

### WWE Women’s Tag Team Championship

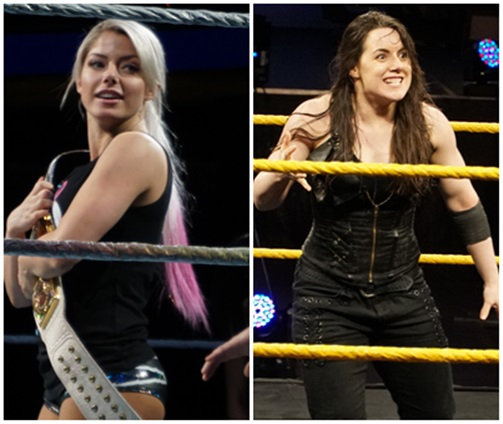

The Kabuki Warriors (Asuka & Kairi Sane) (C) gegen Alexa Bliss & Nikki Cross
Die Kabuki Warriors gewinnen den Titel bei Hell in a Cell am 6. Oktober 2019 von Alexa Bliss & Nikki Cross.
Alexa Bliss wendet sich in der Smackdown-Ausgabe vom 13. März direkt an die amtierenden Titelträgerinnen. Sie wirft den Kabuki Warriors vor, aus Angst vor einem Titelverlust jeder Herausforderung aus dem Weg zu gehen, immerhin wurde der Titel das letzte Mal im Dezember 2019 verteidigt und die Japanerinnen seitdem ausschließlich bei Raw zu sehen sind. Bei einem Match am späteren Abend zwischen Alexa Bliss und Nikki Cross gegen Bayley und Sascha Banks greift Asuka entscheidend ein, verhilft damit Bayley und Banks zum Sieg und verschwindet wieder im Backstage-Bereich.
Eine Woche später sind Cross und Bliss immer noch wütend über das Eingreifen und Alexa Bliss spricht eine offene Herausforderung für die kommende Ausgabe an Asuka aus.
Am 27. März kommt es zum Aufeinandertreffen zwischen den beiden Kontrahentinnen. Bliss kann sich durchsetzen und sich selbst und Nikki Cross dadurch eine Titelchance bei WrestleMania sichern.
Bei WrestleMania gewinnen Nikki Cross und Alexa Bliss via Pin durch Alexa Bliss gegen Kairi Sane nach dem Twisted Bliss und nehmen den bis dahin, mit 171 Tagen, längsten amtierenden Titelträgerinnen das Gold ab.

### Elias gegen King Corbin

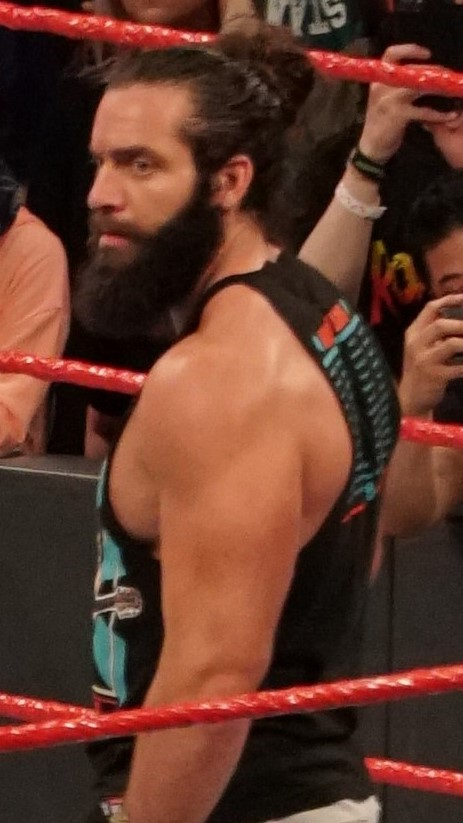

Während eines Backstage-Interviews in der Smackdownausgabe vom 6. März erklärt King Corbin seine Fehde gegen Roman Reings für beendet und nun ist er voll und ganz auf seine WrestleMania-Pläne fokussiert. Dabei wird er von Elias und seiner Gitarre gestört und die beiden geraten darüber in Streit.
Auch während der darauffolgenden Woche stört Elias King Corbin mehrmals mit seiner Gitarre und möchte ihm einen selbstgeschriebenen Song über ihn präsentieren, was Corbin aber genervt ablehnt. Erst in der Smackdownausgabe vom 20. März kann Elias seinen Song über King Corbin vorstellen und ihn durch verschiedenste Textpassagen lächerlich machen. Außer sich vor Wut will Corbin den Musiker attackieren, wird dabei jedoch von Mojo Rawley und dem Gastgeber von WrestleMania, Rob Gronkowski, gehindert. Dieser will, im Rahmen seines Amtes als Gastgeber dieser Veranstaltung, das Match für die anstehende WrestleMania festlegen lassen.
Als Elias eine Woche später einen weiteren neuen Song über King Corbin veröffentlichen möchte, wird er erneut von King Corbin attackiert und von der, eigens für die Aufnahmen im Performance Center entwickelten „Aussichtsplattform“ geworfen.
Bei WrestleMania kann Elias gegen King Corbin via Pin nach einem Einroller gewinnen.

### WWE Raw Women’s Championship

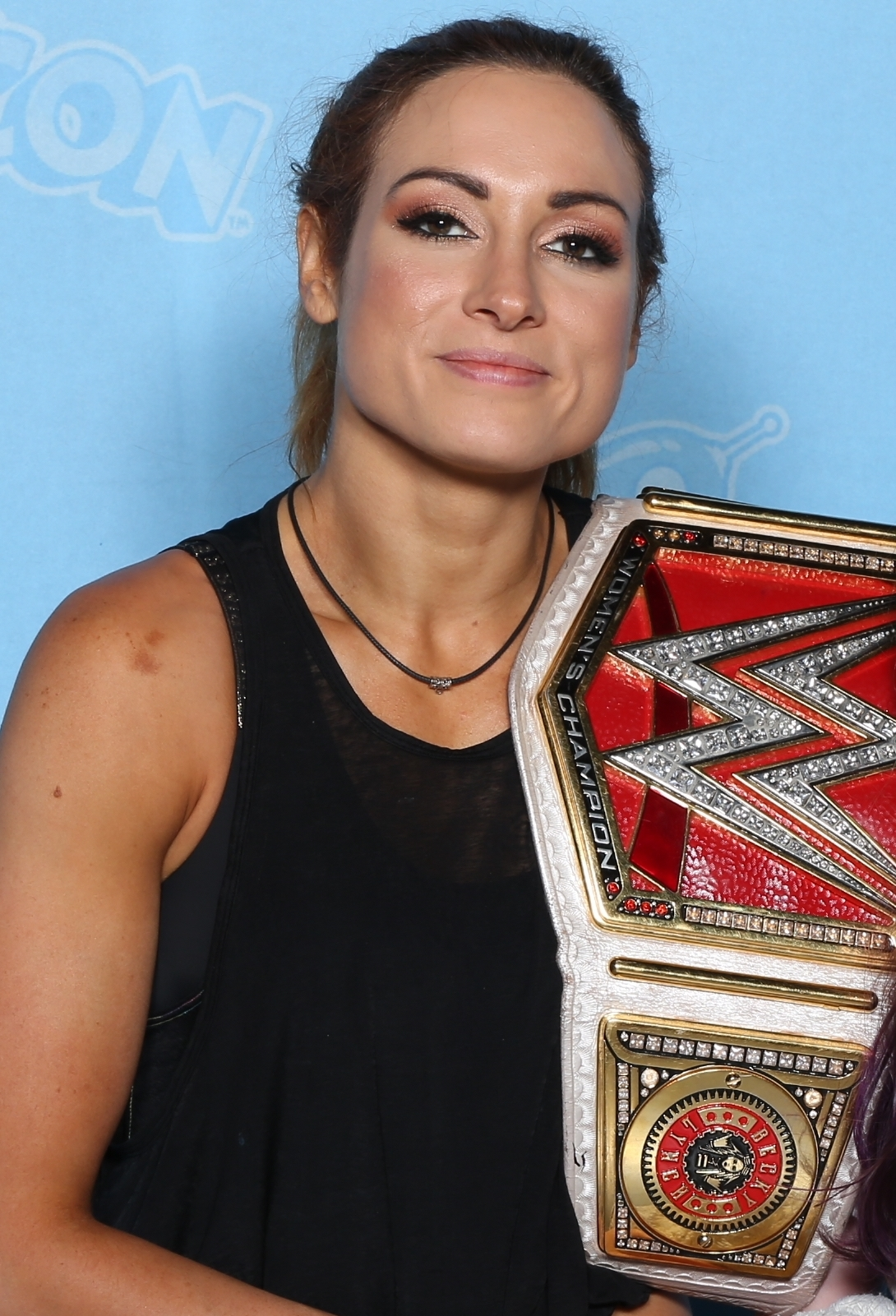

Becky Lynch (C) gegen Shayna Baszler
Im Hauptmatch von WrestleMania 35 im vorherigen Jahr gewinnt Becky Lynch sowohl die Raw- als auch die Smackdown-Women’s-Championship. Nachdem sie ihren Smackdown-Titel bei Money in the Bank 2019 an Charlotte Flair verliert, kann sie ihren Raw-Titel auch in diesem Jahr aufs Spiel setzen.
Nachdem Becky Lynch beim Royal Rumble auch Asuka als letzte verbliebene Frau im WWE-Roster besiegen konnte, sieht sie sich selbst an der Spitze der Women’s Division. Obwohl sie Asuka ein weiteres Match zugesteht, erwartet sie zukünftig neue Herausforderinnen auf ihr Titelgold.
In der Raw-Ausgabe vom 10. Februar wird Lynch nach ihrem Match gegen Asuka von der NXT-Wrestlerin Shayna Baszler attackiert. Diese beißt ihr vermeintlich in den Hinterkopf, woraufhin Lynch von den Sanitätern in den Backstagebereich gebracht wird. Als sie mit dem Krankenwagen zu weiteren Untersuchungen in eine Klinik gebracht werden soll, wirft Lynch den Fahrer aus dem Fahrzeug und macht sich selbst im Krankenwagen auf den Weg. Wieder zurück an der Halle wendet sie sich direkt an Baslzer und macht ihr klar, dass sie diesen Vorfall nicht vergessen wird.
Eine Woche später steht Lynch mit einer Papiertüte voller Dollarscheinen im Ring, bereit, jede Geldstrafe der WWE zu bezahlen, nur um Baszler in die Finger zu bekommen. Diese meldet sich über den Titantron und stellt fest, dass es für sie als ehemalige MMA-Kämpferin ein Leichtes wird, das No Escape Match der Frauen zu gewinnen und sich dadurch eine Titelchance gegen Lynch bei WrestleMania zu verdienen.
In den nächsten beiden Wochen kommt es immer wieder zu kleineren Konfrontationen zwischen Baszler und Lynch, bevor Baszler bei No Escape am 8. März ein #1 Contender Match gegen Ruby Riott, Natalya, Sarah Logan, Liv Morgan und Asuka gewinnen kann, nachdem sie es geschafft hat, alle ihre Gegnerinnen im Kirifuda Clutch aufgeben zu lassen.
Bei einem Interview zwischen Shayna Baszler und der WWE-Reporterin Charly Caruso attackiert Becky Lynch ihre zukünftige Gegnerin hinterrücks mit einem Stuhl, wofür sich diese eine Woche später, während einer Live-Promo von Lynch, rächt und Lynch gegen das Kommentatorenpult schleudert.
Das WrestleMania Match gewinnt Becky Lynch via Pin nach einem Einroller.

### WWE Intercontinental Championship
Sami Zayn (C) gegen Daniel Bryan

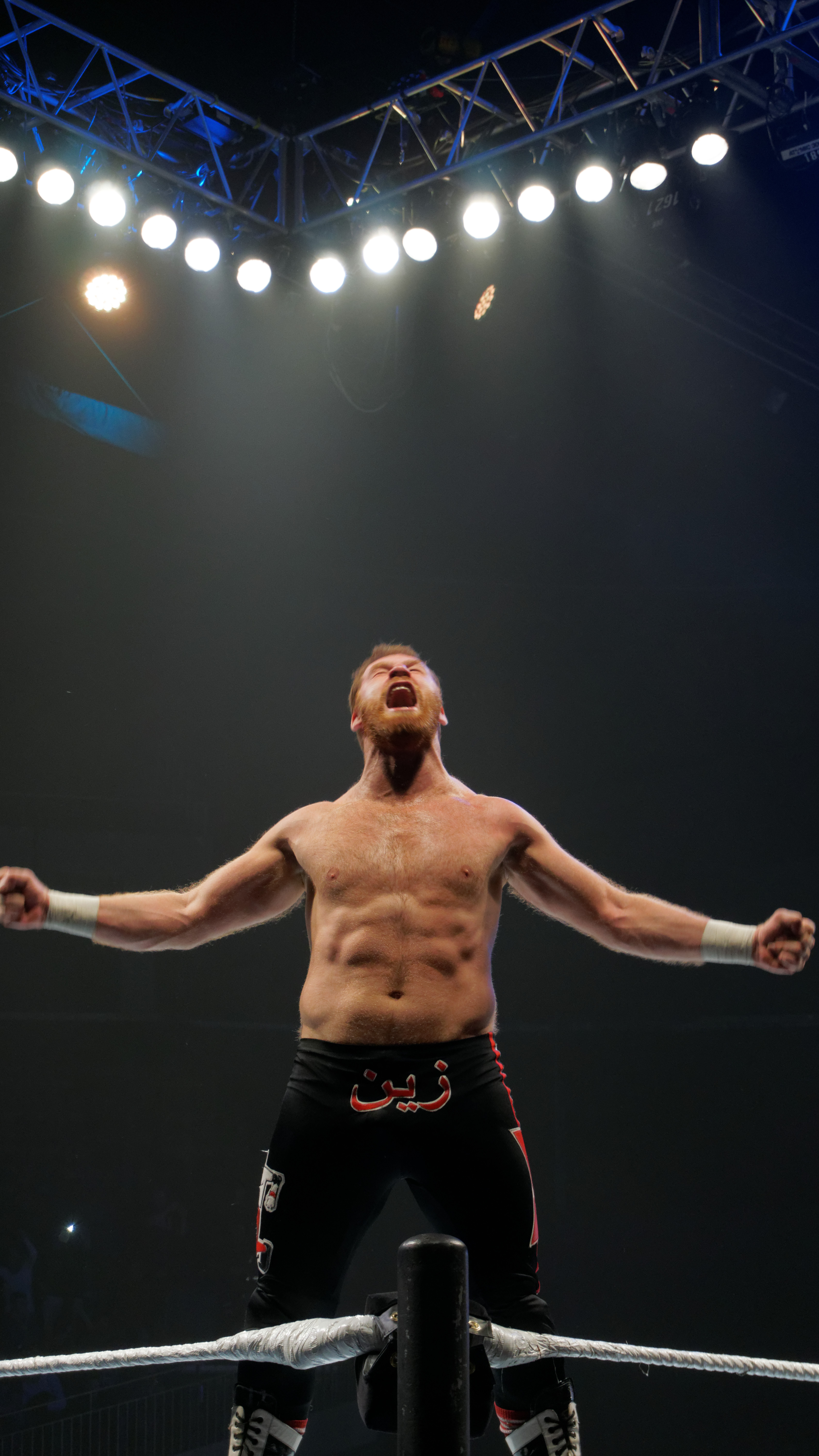

Sami Zayn gewinnt den Titel bei No Escape am 8. März 2020 in einem 3-gegen-1-Handicap-Match mit Unterstützung seiner Partner Cesaro und Shinsuke Nakamura gegen Braun Strowman.
In einem Backstage-Segment bei der Smackdown-Ausgabe am 13. März 2020 kommt es zu einem Aufeinandertreffen zwischen Daniel Bryan und dem amtierenden Champion Sami Zayn in Begleitung von Cesaro und Shinsuke Nakamura. Zayn erinnert Bryan daran, dass er ihm einmal angeboten hat, Teil seiner erfolgreichen Gruppierung zu werden, doch Bryan aus Stolz und Hochmut ablehnte. Nun kann er sehen, wohin ihn diese Ablehnung gebracht hat, und dass er nun auf die Hilfe eines Nobodys wie Drew Gulak angewiesen ist. Nachdem sich Cesaro schützend vor Zayn stellt und klarmacht, dass, wenn Bryan ein Problem mit Zayn hat, er auch automatisch ein Problem mit ihm hat, versteht Bryan dies als Herausforderung und kämpft am selben Abend gegen Cesaro und entscheidet dieses Match für sich. Direkt im Anschluss wird er von Shinsuke Nakamura angegriffen, doch durch das Eingreifen von Gulak kann der Brawl beendet werden.
Eine Woche später gibt es ein Match zwischen Daniel Bryan und Drew Gulak gegen Cesaro und Shinsuke Nakamura, das Bryan und Gulak gewinnen können. Nach dem Match treffen die fünf Backstage wieder aufeinander und weil sich Zayn erneut über Gulak lustig macht, fordert Bryan ihn zu einem Titelmatch bei WrestleMania heraus. Zayn entgegnet, dass er dieses Match nur akzeptiert, wenn Drew Gulak es schafft, Shinsuke Nakamura in einem Match in der kommenden Woche zu besiegen.
Durch seinen Sieg in der Smackdownausgabe vom 27. März sichert Drew Gulak seinem neuen Partner Daniel Bryan dessen Titelchance bei WrestleMania.
Bei WrestleMania kann Sami Zayn seinen Intercontinental-Titel durch einen Pin nach dem Helluva Kick gegen einen heranfliegenden Bryan verteidigen.

### WWE SmackDownTag Team Championship

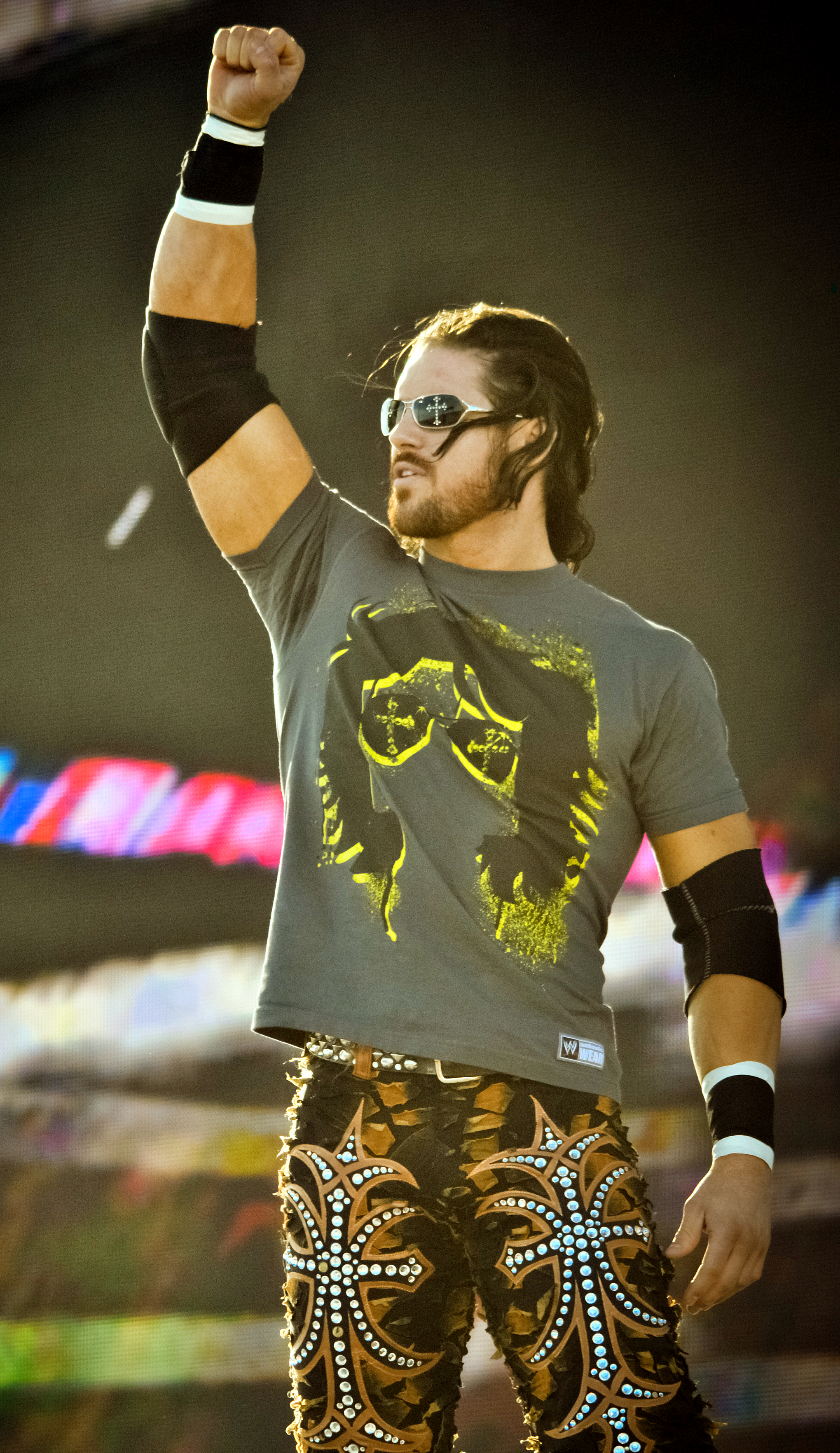

John Morrison (C) gegen Jimmy Uso gegen Kofi Kingston
Durch ihren Sieg im Fatal-4-Way Tag Team Match in der Smackdown-Episode vom 31. Januar gegen The Revival, Heavy Machinery und die Lucha House Party können sich The Miz und John Morrison eine Titelchance für den WWE Super ShowDown in Saudi-Arabien sichern und diesen Titel auch anschließend gewinnen.
In der Smackdown-Ausgabe am 6. März wird in einem Gauntlet Match die Reihenfolge des Einzugs für das Titelmatch bei No Escape festgelegt. Dabei werden die amtierenden Champions als drittes Team durch Heavy Machinery eliminiert und greifen diese anschließend gefrustet an, wodurch sie dem nächsten Team (Ziggler und Roode) den Gesamtsieg sichern.
Bei No Escape können die Champions ihren Titel erfolgreich in einem Elimination Chamber Match gegen die Teams The Usos, Robert Roode und Dolph Ziggler, Heavy Machinery, Lucha House Party und The New Day verteidigen.
Während ihrer eigenen Talkshow „The Dirt Sheet“ in der Smackdown-Sendung am 20. März fragen sie verächtlich, wer ihnen bei WrestleMania überhaupt gefährlich werden könnte, da sie jetzt mehrmals jedes Team im Roster besiegen konnten. Dabei spielen sie die verschiedenen Tag-Teams im Roster in absurden Rollen selbst nach.
Eine Woche später gibt es ein #1 Contender Match zwischen The New Day und The Usos für das anstehende Titelmatch bei WrestleMania. Dieses Match endet nach einem Eingriff von Miz und Morrison ohne Gewinner, sodass die WWE-Offiziellen festlegen, dass es bei WrestleMania ein Triple Threat Ladder Match geben wird.
In einem letzten Aufeinandertreffen vor WrestleMania bei der Smackdown-Sendung am 3. April kommt es zu einem Brawl zwischen den drei Teams, den die amtierenden Champions erfolgreich für sich entscheiden können.
Bei WrestleMania kommt es, durch einen kurzfristigen Ausfall von The Miz, nur zu einem Triple Threat Ladder Match, bei dem jedes Team nur durch einen Wrestler vertreten ist, aber trotzdem beide Teammitglieder Champions werden. Für The New Day tritt Kofi Kingston und für die Usos Jimmy Uso an. Das Match gewinnt John Morrison, nachdem er die Titel erfolgreich von der Hallendecke abhängen kann.

### Kevin Owens gegen Seth Rollins

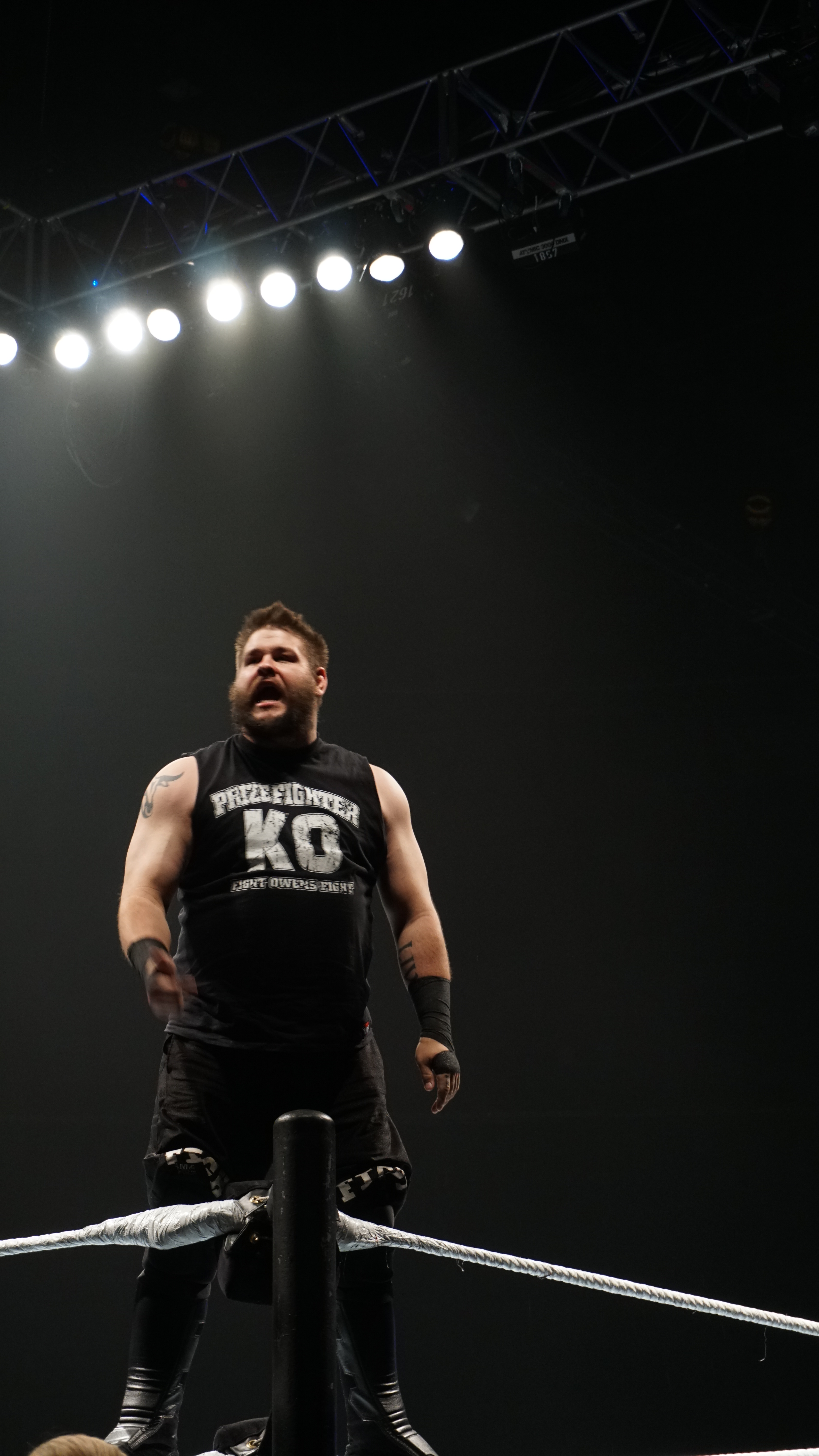

Bei der Survivor Series Veranstaltung 2019 kommt es zu einem 5-Mann-Elimination-Match zwischen den Teams SmackDown (Roman Reigns, Braun Strowman, Mustafa Ali, Shorty G & King Corbin), Team RAW (Seth Rollins, Randy Orton, Ricochet, Kevin Owens und Drew McIntyre) und Team NXT (Tommaso Ciampa, Matt Riddle, Keith Lee, WALTER und Damian Priest). Einen Tag später macht Rollins die Mitglieder Raws für ihr Versagen verantwortlich. Vor allem Randy Orton und Kevin Owens wirft er mangelnden Einsatz bzw. Sympathie für das gegnerische Team vor. Daraufhin fordert Owens Rollins zu einem Match am späteren Abend heraus. In diesem Match greifen Akam und Rezar, auch bekannt als AoP, ein und attackieren Owens mehrfach auch außerhalb des Rings.
In der folgenden Woche versucht sich Rollins für seine Worte aus der Vorwoche zu entschuldigen, wird von Owens aber als Lügner und Verantwortlichen für die Attacken der AoP bezichtigt. Erst in der Raw-Episode vom 9. Dezember kommt, nach einer erneuten Attacke der AoP, heraus, dass Rollins wirklich für die Angriffe auf Owens verantwortlich ist. Rollins gibt den Fans die Schuld für seinen Heel-Turn, da er sich von diesen nicht respektiert fühlt und deshalb ihren Fanliebling Owens nun leiden lassen wird.
Die nächsten Wochen sind geprägt von Angriffen der Gruppierung gegen Owens. Dieser erhält später Unterstützung von Samoa Joe und Big Show, während sich Buddy Murphy der Gruppierung rund um Rollins anschließt. Als sich Rollins und Murphy den Raw-Tag-Team-Titeln zuwenden, werden auch die Viking Raiders als Unterstützer von Owens in diese Fehde hineingezogen, denn in der Sendung am 20. Januar verlieren diese ihre Titel an Rollins und Murphy.
Eine Woche später können Rollins und Murphy ihre Titel erfolgreich gegen Owens und Samoa Joe verteidigen, und auch in den folgenden zwei Wochen ihre Gegner in verschiedenen Matches bezwingen. Erst in der Raw-Ausgabe vom 2. März verlieren Rollins und Murphy ihre Tag Team Championship an die Street Profits, nachdem Owens in das Match eingreift und dadurch die Niederlage herbeiführt. Ebenso ist Owens für die Niederlage im Rückmatch bei No Escape verantwortlich, weil er Rollins durch seine Anwesenheit entscheidend ablenkte.
Am 16. März wird das Match zwischen den beiden bei WrestleMania offiziell gemacht und in den darauffolgenden zwei Wochen kommt es zu mehreren verbalen Attacken auf den jeweils anderen und nachdem Rollins seinem zukünftigen Gegner in der letzten Raw-Ausgabe vor dem Match noch einen Stomp verpasst, wendet sich Owens nochmal direkt an Rollins und erklärt, dass dieser zwar, im Gegensatz zu ihm selbst, bereits große Erfolge bei WrestleMania vorweisen kann, aber er trotzdem kämpfen und ihn besiegen wird.
Bei WrestleMania gewinnt Kevin Owens zuerst durch Qualifikation, weil Seth Rollins ihn hinterrücks mit der Ringglocke attackiert hat. Direkt im Anschluss fordert Owens ein weiteres Match und dieses Mal ohne Qualifikation. Rollins stimmt zu und das Match wird umgehend gestartet. Highlight dieses Matches ist eine Aktion von Owens, bei der er auf das überdimensionale WrestleMania-Logo klettert und aus mehreren Metern mit einem Diving Ellbow Drop auf Rollins springt, der auf dem Kommentatorenpult liegt. Anschließend gewinnt er via Pin nach einem Stunner.

### WWE Universal Championship

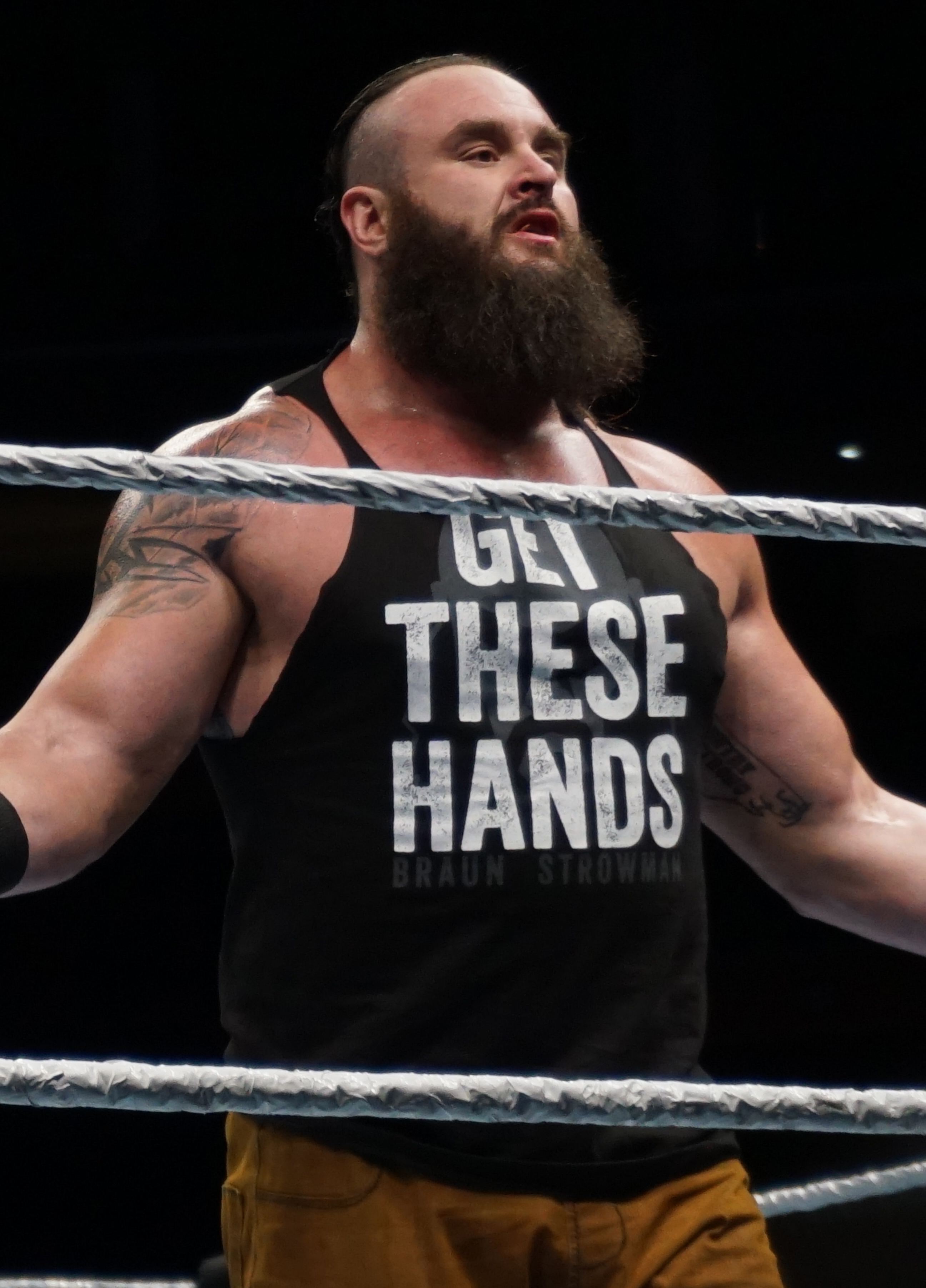

Bill Golberg (C) gegen Braun Strowman
Während einer Promotion bei der Smackdown-Ausgabe vom 7. Februar wird Bill Goldberg von einer Breaking-News-Ausgabe der „Firefly Fun House News“ unterbrochen. Bray Wyatt geht darauf ein, dass er als amtierender Champion wohl bald von Goldberg herausgefordert werden wird, aber Goldberg von vornherein wissen sollte, dass er bei diesem Match chancenlos sein wird. Mit den Worten “The Fiend Bray Wyatt, you´re next” spricht Goldberg offen die Herausforderung aus und verlässt die Sendung.
In der letzten Sendung vor WWE Super ShowDown kommt es zu einem Aufeinandertreffen zwischen The Fiend und Goldberg, das Goldberg für sich entscheiden kann.
Bei WWE Super ShowDown gelingt es Goldberg zum zweiten Mal in seiner Karriere, den WWE Universal Championship zu gewinnen.
Am nächsten Tag bei Smackdown geht es erneut um die Frage “Who’s next” und diese Frage ruft Roman Reigns auf den Plan, der klarstellt, dass er nun an der Reihe ist um den Titel anzutreten.
In der Smackdown-Episode vom 13. März wird Reigns in einem Interview zu dem anstehenden Match gegen den Champion Goldberg befragt. Reigns antwortet, dass er ein absoluter Main Eventer ist und er bei WrestleMania dem „Parttimer“ Goldberg zeigen wird, wozu ein „Fulltime“-Wrestler fähig ist.
Bei der Vertragsunterzeichnung in der darauffolgenden Woche kommt es zum ersten richtigen Aufeinandertreffen der beiden Kontrahenten. Jeder versucht sich vor dem anderen zu profilieren, bevor beide den Vertrag unterzeichnen.
Eine Woche vor WrestleMania wird in der letzten Smackdown-Ausgabe vor dem Event bekannt gegeben, dass anstelle von Roman Reings Braun Strowman eine Titelchance erhalten wird. Nähere Gründe wurden dafür nicht genannt, aber im Anschluss kommt heraus, dass Roman Reigns auf Grund einer Erkrankung von The Miz und der damit verbundenen Unsicherheit wegen des Corona-Virus bis auf Weiteres nicht mehr in der WWE antreten wird.
Braun Strowman kann schließlich bei WrestleMania via Pin nach dem vierten Running Powerslam das Titelgold gewinnen und somit zum ersten Mal in seiner WWE-Karriere Universal Champion werden.

### Boneyard Match
The Undertaker gegen AJ Styles

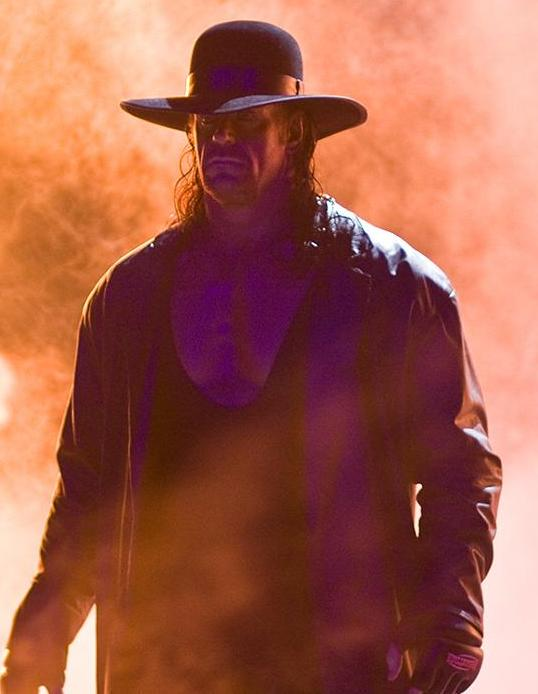

Bei der WWE SuperShowDown-Veranstaltung am 27. Februar 2020 in Riad/Saudi-Arabien gibt es ein Gauntlet Match um die Tuwaiq Trophy. Teilnehmer dieses Matches sind R-Truth, Andrade, Bobby Lashley, Erick Rowan, AJ Styles und Rey Mysterio. Nachdem R-Truth Bobby Lashley, Andrade und Erick Rowan durch einen Pin eliminieren konnte, betritt AJ Styles den Ring und besiegt R-Truth. Für den letzten Teilnehmer wird die Einzugsmusik von Rey Mysterio eingespielt, der aber nicht in der Halle erscheint. Bei einer Schaltung zur Backstage-Kamera wurde gezeigt, wie die Partner von AJ Styles, Luke Gallows und Karl Anderson, auf Rey Mysterio einprügeln. Als AJ Styles sich, aufgrund von Reys Abwesenheit, selbst zum Sieger erklären will, wird er erneut in den Backstage-Bereich geschaltet und man sieht Gallows und Anderson bewusstlos am Boden liegen. Kurze Zeit später ertönt die Musik des Undertakers, der zum Ring kommt und durch den Ringrichter als Ersatzmann für Rey Mysterio bestimmt wird. Nach nur einem Chokeslam gewinnt der Undertaker gegen AJ Styles und somit das gesamte Match.
In der darauffolgenden Raw-Ausgabe am 2. März macht AJ Styles deutlich, dass er den Undertaker für seine Niederlage bei WWE Super ShowDown verantwortlich macht und er an seinem heutigen Gegner Aleister Black seine Wut auf den Undertaker auslassen wird.
Bei WWE No Escape gibt es ein No DQ Match zwischen Styles und Black. Als Gallows und Anderson in das Match eingreifen wollen, ertönt der Gong des Undertakers und das Licht in der Halle geht aus. Als das Licht wieder angeht, steht der Undertaker im Ring und verpasst Styles einen Chokeslam.
Bei der Raw-Ausgabe am 9. März geht Styles auf die Attacken des Undertakers ein, die ihn bereits zwei Siege gekostet haben. Er macht Michelle McCool als Ehefrau des Undertakers dafür verantwortlich, dass der Undertaker trotz seines Alters und mehrerer Rücktritte immer wieder in die WWE zurückkommt. Er möchte den Undertaker endgültig in den Ruhestand schicken und fordert ihn darum zu einem Match bei WrestleMania 36 heraus.
Nachdem Styles in der Raw-Ausgabe vom 16. März nochmal auf die Beziehung des Undertakers und seiner Frau Michelle McCool eingeht, greift der Undertaker erneut die Partner von Styles an und unterschreibt den Vertrag für ein Match zwischen ihm und Styles bei WrestleMania.
Zwei Wochen später wendete sich Styles erneut in einem Interview an den Undertaker. Er macht sich über ein Posting von Mark Callaway (dem echten Namen des Undertakers) und seiner Frau lustig, indem die beiden im Pool liegend auf die Rettung von Tigern aufmerksam machen, und stellt fest, dass der Undertaker seinen Schrecken offensichtlich verloren hat. Styles macht klar, dass er bei WrestleMania nur gegen den echten Undertaker antreten möchte und aus diesem Grund fordert er ihn zu einem „Boneyard“ Match heraus.
Die Regeln des Boneyard Matches entsprechen den Regeln eines Buried Alive Matches, das heißt, es gewinnt derjenige, der seinen Gegner als erstes lebendig begraben kann. Dazu wurde seitens der WWE bereits eine Grabstelle ausgehoben und ein Traktor mit Erde zur Verfügung gestellt.
Bei WrestleMania taucht der Undertaker mit seinem alten „American Badass“-Gimmick mit einem Motorrad auf dem Friedhof auf. Das Match wird als eines von zwei cineastischen Matches bei WrestleMania gestaltet. Dabei wird viel Wert auf Special Effects und Handlung gelegt und weniger auf die eigentliche Action. Nach mehreren Minuten greifen Gallows und Anderson in das Match ein, werden aber durch den Undertaker schnell wieder aus dem Match genommen. Gegen Ende des Matches entschuldigt sich Styles beim Undertaker für seine harten Worte, trotzdem schickt der Undertaker ihn mit einem Big Boot ins Grab, schüttet dieses zu und gewinnt dadurch das Match.

## Tag 2

### Liv Morgan gegen Natalya
In der Raw Ausgabe vom 9. März bekommen Natalya und Liv Morgan eine Titelchance auf die Raw Women’s Tag Team Championship. Während dieses Matches kommen die ehemaligen Tag-Team-Partnerinnen von Liv Morgan, Ruby Riott und Sarah Logan, zum Ring. Als die beiden beginnen, aufeinander einzuprügeln, greift Morgan ein und trennt die beiden durch einen Sprung vom obersten Ringseil. Durch diesen Sprung war Morgan nicht in der Lage, mit ihrer Partnerin Natalya zu wechseln, die daraufhin von Asuka eingerollt und gepinnt wird.
Bei ihrem Match bei WrestleMania gewinnt Liv Morgan gegen Natalya via Pin nach einem Einroller.

## Hauptshow Tag 2

### WWE NXT Women’s Championship

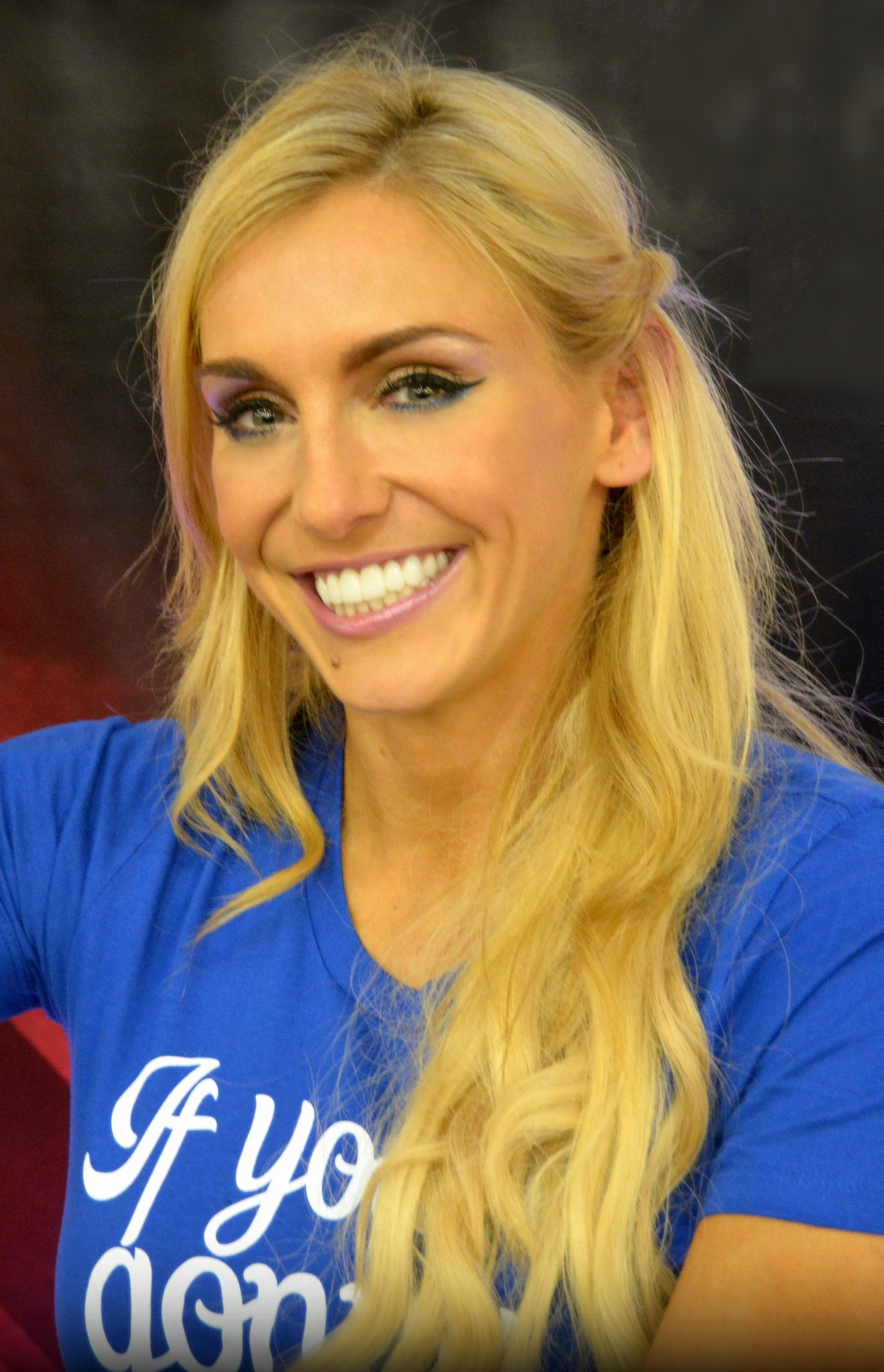

Rhea Ripley (C) gegen Charlotte Flair
Charlotte Flair zieht als #17 in das diesjährige Royal Rumble Match der Frauen ein. Sie eliminiert Sarah Logan, Kelly Kelly und ist kurz vor Matchende mit Shayna Baszler und Beth Phoenix alleine im Ring. Nachdem Baszler Phoenix eliminiert hat, kann Charlotte Baszler über das oberste Ringseil nach draußen befördern und dadurch das Match gewinnen und bei WrestleMania einen Champion ihrer Wahl herausfordern.
Nachdem Charlotte in der Raw-Ausgabe vom 3. Februar nochmal betont hat, dass es ihr bereits mehrfach gelungen ist, sowohl den Raw- als auch den Smackdown Women’s Championship zu gewinnen, kommt die amtierende NXT-Titelträgerin Rhea Ripley in die Halle und erinnert Charlotte daran, dass es ihr möglich ist, jeden beliebigen Champion für ihr Match auszuwählen, und sie außerdem die einzige der amtierenden Champions ist, die Charlotte noch nicht besiegen konnte.
In der NXT-Ausgabe vom 5. Februar stattet Charlotte ihrer alten Show einen Besuch ab. Bei NXT Takeover: Portland wird es zu einem Titelmatch zwischen Bianca Belair und Rhea Ripley kommen. Flair stellt klar, dass sie dem Titelmatch bei WrestleMania noch nicht zustimmen kann, da noch nicht absehbar ist, dass Ripley bei WrestleMania überhaupt noch Champion ist. Belair, die sich in der ganzen Fehde übersehen fühlt, gibt sich kämpferisch und ist sich sicher, dass sie Ripley bei NXT Take over sicher besiegen wird. Für einen kurzen Moment verbünden sich Ripley und Belair gegen Flair und prügeln auf sie ein.
Bei NXT Takeover: Portland kann sich Rhea Ripley gegen Bianca Belair durchsetzen und ihren Titel erfolgreich verteidigen. Nach dem Match wird die feiernde Ripley von Charlotte angegriffen und dadurch entscheidet sich Flair für ein Titelmatch um die NXT Championship bei WrestleMania.
Während einer Promotion im Ring bei der NXT-Sendung am 11. März wird Ripley von Flair unterbrochen und es entbrennt ein Brawl zwischen den beiden Frauen, der mit einer triumphierenden Charlotte Flair endet.
Eine Woche später gibt es durch Rhea Ripley selbst einen Rückblick auf ihre bisherige Karriere. Ihre Anfänge bei NXT, ihre Teilnahme an der Mae Young Classis in den Jahren 2017 und 2018. Dann wird auf das Turnier um die neu eingeführte NXT UK Women’s Championship eingegangen und wie sie als krasse Außenseiterin im Finale am 26. August 2018 gegen Toni Storm den Titel erringen konnte und dadurch in das Blickfeld der WWE-Offiziellen und des breiten Publikums gelangte. Nachdem sie bei dem, zum ersten Mal mit NXT als dritten Kader, traditionsreichen WWE Survivor Series Match 2019 für NXT in den Ring steigen und gewinnen kann, wird dies zu einem Schlüsselpunkt ihrer Karriere, die mit dem Gewinn der NXT Championship von Shayna Baszler ihren momentanen Höhepunkt erreicht hat, der nur durch eine erfolgreiche Titelverteidigung auf der „größten Bühne der Welt“ gegen Charlotte Flair übertroffen werden kann. In diesem Match sieht sich Ripley sogar im Vorteil, schließlich ist sie es gewohnt, ohne große Publikumsattraktionen auszukommen, während Flair seit Jahren nur vor Tausenden von Menschen aufgetreten ist.
Bei WrestleMania wird somit erstmals ein NXT-Titel aufs Spiel gesetzt und Charlotte Flair gewinnt via Aufgabe im Figure Eight Look gegen Rhea Ripley.

### Aleister Black gegen Bobby Lashley

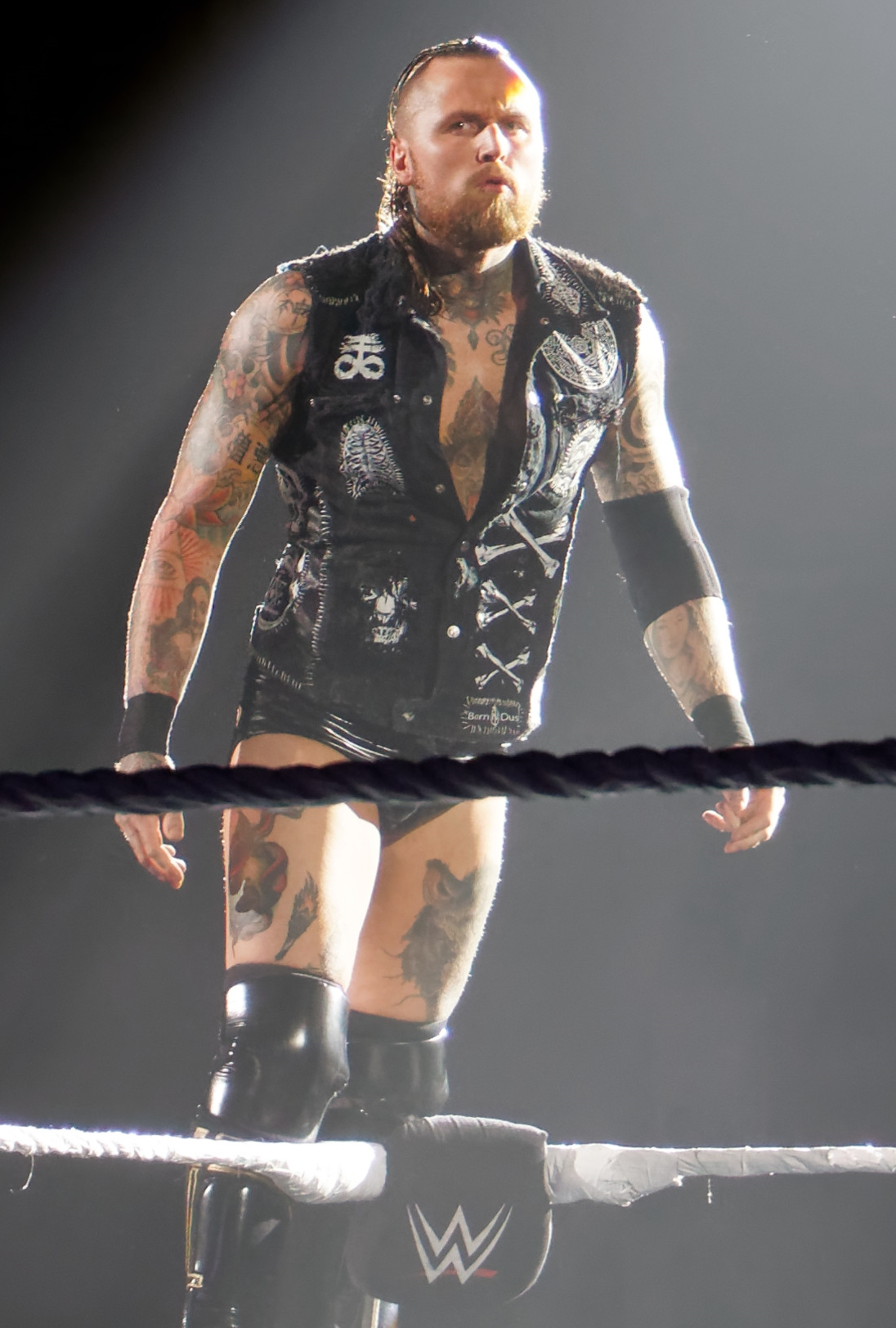

Dieses Match wird ohne jeglichen Bezug auf eine bestehende Storyline in der Raw Ausgabe vom 30. März festgelegt.
Bei WrestleMania gewinnt Aleister Black via Pin nach dem Black Mass gegen einen heranstürmenden Bobby Lashley, nachdem seine Ringbegleitung Lana Lashley dazu aufgefordert hatte, Black einen Spear zu verpassen.

### Otis gegen Dolph Ziggler

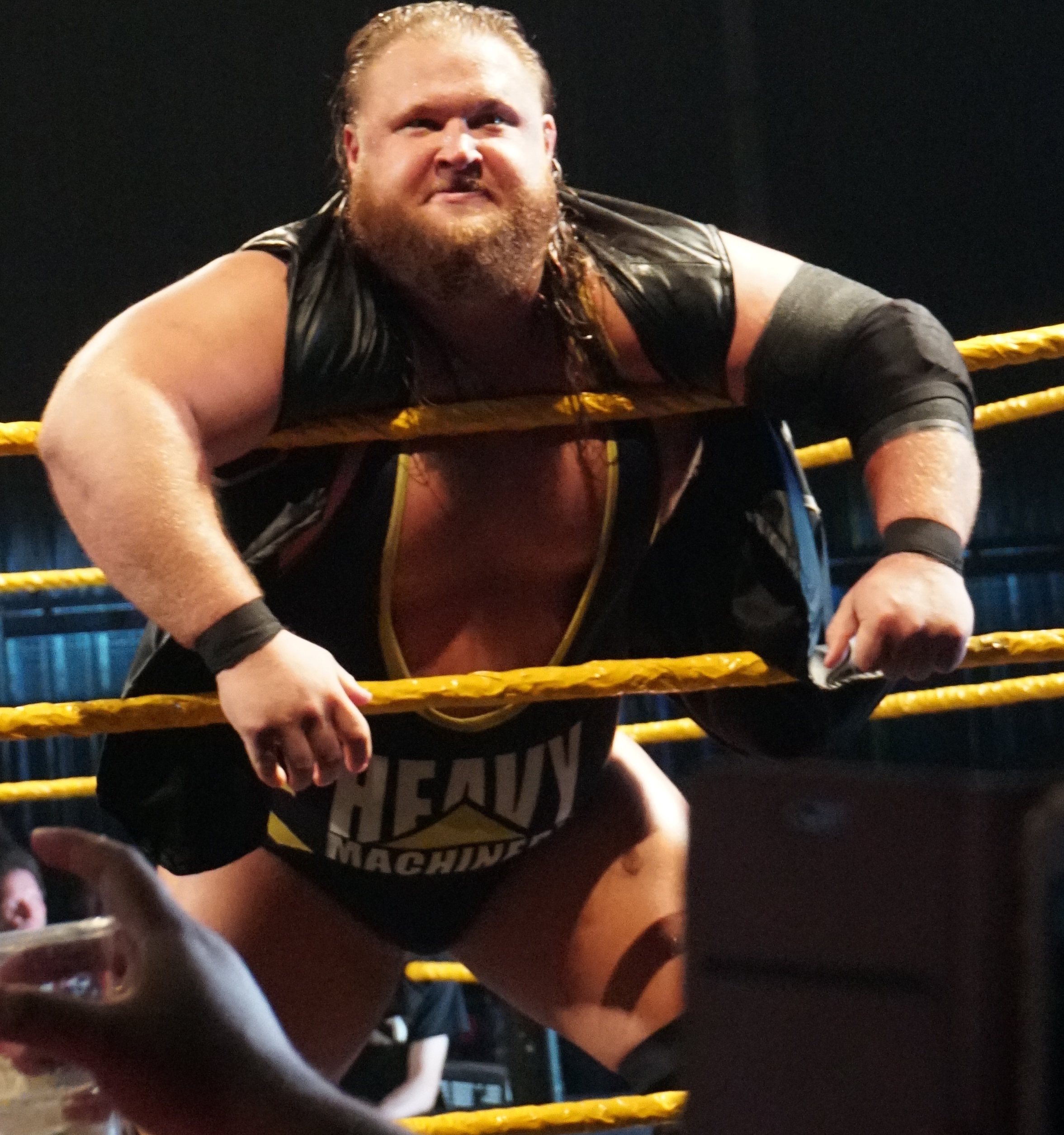

Nachdem sich um die Weihnachtszeit bereits eine leichte Romanze zwischen Otis und Mandy Rose andeutete, wird diese beim Royal Rumble weiter aufgebaut. Im Royal Rumble Match der Damen wurde Rose über das oberste Ringseil geworfen und konnte sich nur retten, weil Otis sich auf den Hallenboden legte und sie dadurch auf ihm landete. Er bewahrte sie erneut vor einem Rauswurf, indem er sie auffing, als sie wieder hinausgeworfen wurde. Erst als auch Sonya Deville eliminiert werden sollte und er sie ebenfalls auffangen wollte, fiel er nach hinten über und beide Damen schieden aus dem Match aus.
Als sich Rose in der nächsten Smackdown-Sendung bei Otis bedanken will, lädt er sie zum Essen ein, wird von ihr aber auf den nächsten Freitag vertröstet, der, wie sein Tag-Team-Partner Tucker feststellt, Valentinstag ist.
Am Valentinstag bereitet sich Otis gerade auf sein Date vor, als er eine SMS von Rose bekommt, in der sie schreibt, dass sie sich ein wenig verspäten wird. Im Restaurant angekommen sieht Otis Rose bereits am Tisch sitzen, in Begleitung von Dolph Ziggler.
Eine Woche später stellt Tucker Rose zur Rede, doch die bestreitet, etwas von einer SMS zu wissen, und fährt gegen Ende der Sendung mit Dolph Ziggler in den gemeinsamen Feierabend.
In den kommenden Wochen kommt es immer wieder zu Überschneidungen zwischen den drei Gruppen. Entweder greift Ziggler entscheidend ein und begünstigt den Sieg von Fire & Desire bzw. die Niederlage von Heavy Machinery oder er provoziert Otis mit Fotos von sich und Mandy während eines seiner Matches, woraufhin Otis ein Match bei WrestleMania fordert.
Kurz vor WrestleMania kommt in der Smackdown-Ausgabe vom 3. April heraus, dass Sonya Deville am Valentinstag die E-Mail an Otis verschickt hat, da Ziggler in ihren Augen viel besser zu ihrer Freundin passen würde.
Bei WrestleMania kommt Deville als Ringbegleitung von Ziggler mit in die Halle. Sie greift heimlich in das Match ein, indem sie den Ringrichter ablenkt und Ziggler dadurch einen Tritt gegen Otis anbringen kann. Dann kommt Rose zum Ring, schlägt auf Deville ein und lenkt dadurch die Aufmerksamkeit auf sich selbst. Diese Ablenkung wiederum ermöglicht es Otis ebenfalls einen Low Blow und den Sieg via Pin nach dem anschließenden Caterpillar.

### Last Man Standing Match
Edge gegen Randy Orton

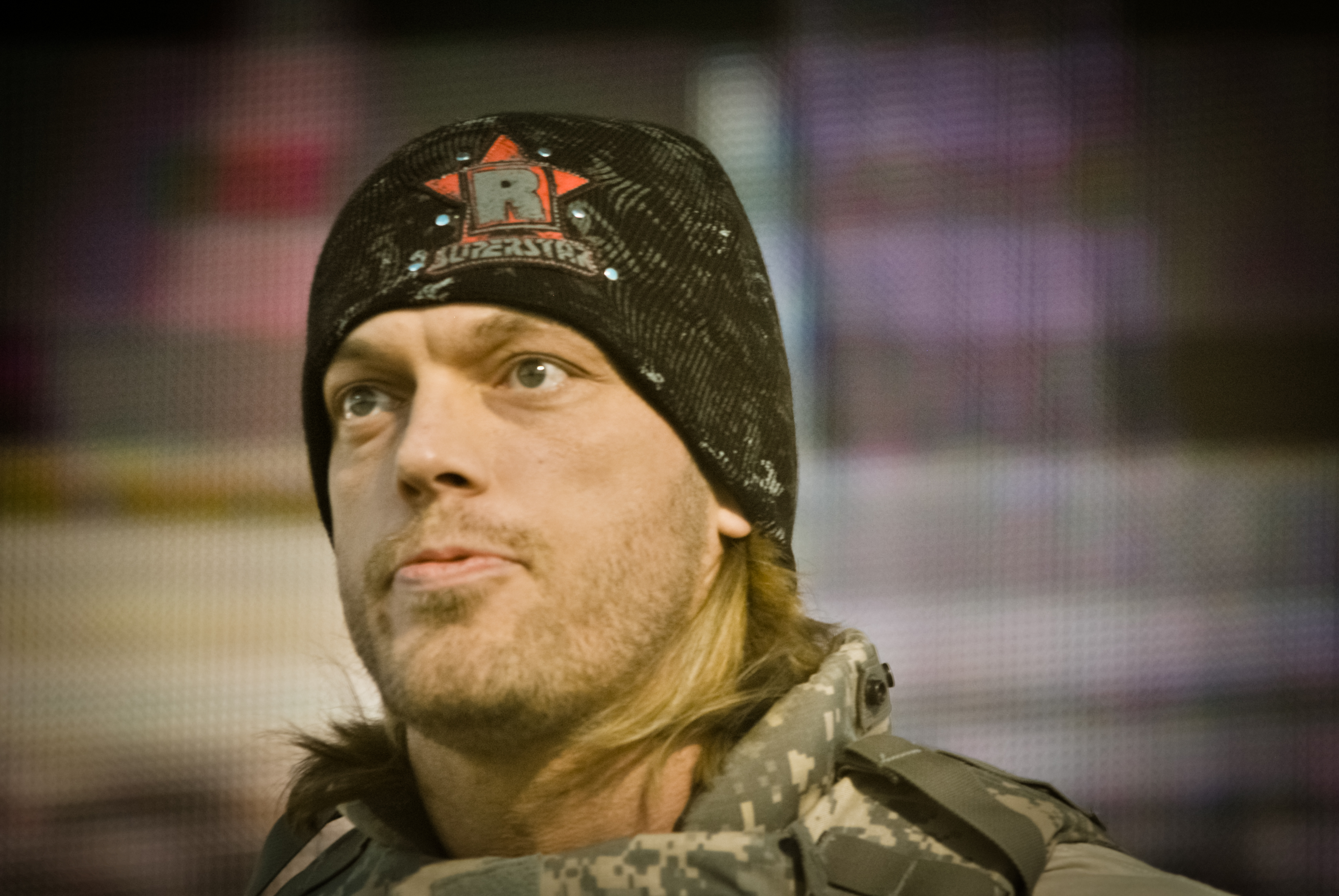

Nach etwa neunjähriger Abwesenheit kehrt Edge beim Royal Rumble als #21 als aktiver Wrestler in den Ring zurück. Er eliminiert AJ Styles und, während einer kurzen Zusammenarbeit mit seinem langjährigen Tag Team-Partner Randy Orton, The O.C (Luke Gallows & Karl Anderson), bevor er auch Orton selbst eliminiert.
Am folgenden Tag tritt Edge zum ersten Mal wieder bei Raw auf. Er freut sich, endlich wieder im Ring zu stehen, wird in seiner Promo allerdings von Randy Orton unterbrochen der zum Ring kommt, um seinen ehemaligen Partner zu begrüßen. Die beiden umarmen sich und überlegen, ob sie ihr erfolgreiches Tag Team „The Rated RKO“ erneut zusammenzuführen. Doch noch bevor Edge auf den Vorschlag eingehen kann, wird er von Orton mit einem RKO niedergestreckt. Orton nimmt sich einen Stuhl und schlägt damit mehrmals auf den am Boden liegenden Edge ein. Anschließend klemmt er den Kopf von Edge in einen Stuhl ein, doch bevor er auf den Stuhl eintritt, zögert er, befreit den Kopf wieder, nur um einen weiteren Stuhl in den Ring zu werfen, um Edge einen Con-Chair-To zu verpassen.
Eine Woche später kommt Orton zum Ring, um sein Verhalten Edge gegenüber zu erklären. Er setzt mehrmals an, um sich zu erklären, bricht aber schließlich ab und verlässt schweigend die Halle.
In der darauffolgenden Woche möchte Orton sich erneut erklären, wird dabei aber von Matt Hardy unterbrochen, der ebenfalls eine gemeinsame Vergangenheit mit Edge hat. Orton geht aber nicht auf Hardy ein, verpasst ihm einen RKO und greift ihn ebenfalls mit einem Con-Chair-To an.
Bei der Raw-Ausgabe vom 2. März möchte die Ehefrau von Edge, Beth Phoenix, den Fans ein medizinisches Update zum Gesundheitszustand ihres Mannes geben. Orton unterbricht sie, kommt zum Ring und beginnt sich zu erklären. Er habe als kleiner Junge die Kämpfe seines Vaters Bob Orton verfolgt und dabei viele Legenden getroffen unter anderem auch Edge. Dieser bezeichnete Bob Orton als große Inspiration was seinen Sohn unglaublich stolz macht und er nun unter der Hilfe von Edge selbst zu einem erfolgreichen Wrestler aufsteigt. Auch in dunklen Momenten ist Edge an seiner Seite gewesen und hat ihn unterstützt. Seine Angriffe auf Edge begründet er damit, dass Edge einsehen soll, dass seine Zeit als aktiver Wrestler vorbei ist und er lieber weiter für seine Kinder und seine Frau da sein soll. Letztendlich ist es, seiner Meinung nach, nur die Schuld von Beth Phoenix, dass Edge wieder als Wrestler in den Ring steigt. Daraufhin verpasst Phoenix ihm eine Ohrfeige, doch bevor sie ihn nochmal attackieren kann, streckt Orton sie mit einem RKO nieder und verlässt wortlos den Ring.
In der nächsten Raw Sendung kommt es zum ersten Aufeinandertreffen der beiden seit Ortons Attacke. Orton will Edge angreifen, doch Edge kontert mit einem RKO. Bevor er Orton weiter schädigen kann, flieht dieser aus dem Ring. Mit einem Strare-Down zwischen den beiden endet die Sendung.
Nach zwei weiteren Ausgaben mit vielen persönlichen Worten wird ein Last Man Standing Match bei WrestleMania festgelegt. Dabei muss einer der Kämpfer so geschwächt werden, dass er nicht in der Lage ist, wieder kampffähig zu sein, bevor der Ringrichter bis zehn gezählt hat.
Bei WrestleMania attackiert Orton als Kameramann verkleidet Edge noch vor Matchbeginn. Die beiden prügeln sich durch das komplette Performance Center, bevor Edge nach einem Con-Chair-To auf dem Dach eines LKW-Anhängers seinen Gegner besiegen kann.

### WWE Raw Tag Team Championship

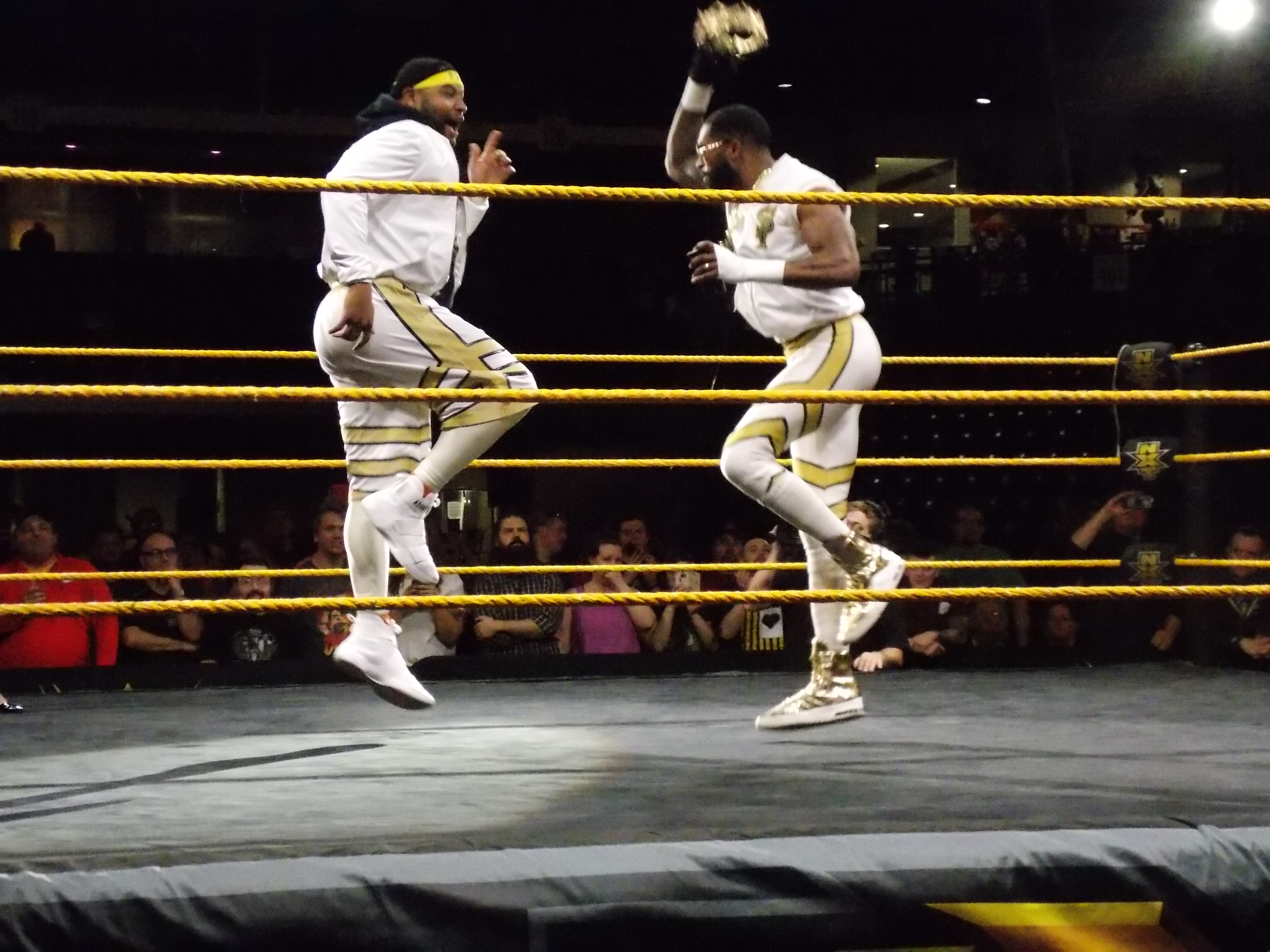

The Street Profits (C) gegen Angel Garza & Austin Theory
Die Street Profits gewinnen den Titel in der Raw Sendung vom 2. März von Seth Rollins und seinem „Jünger“ Murphy.
In der Raw-Ausgabe vom 23. März wird bekannt gegeben, dass die Street Profits ihren Titel bei WrestleMania gegen den United States Champion Andrade und Angle Garza verteidigen müssen.
Eine Woche später verkündet die Managerin von Andrade, Zelina Vega, dass sich Andrade in seinem letzten Match eine Rippenverletzung zugezogen hat und somit nicht am Raw Tag Team Championship Match teilnehmen kann und zusätzlich auch seinen eigenen United States Championship, als einzigen Titel im Hauptkader, nicht verteidigen wird. An seiner Stelle wird der NXT Superstar Austin Theory sein Mainroster-Debüt feiern.
Bei WrestleMania gewinnen die Street Profits via Pin durch Angelo Dawkins nach einem Frog Splash von Montez Ford an Austin Theory.

### WWE SmackDown Women’s Championship

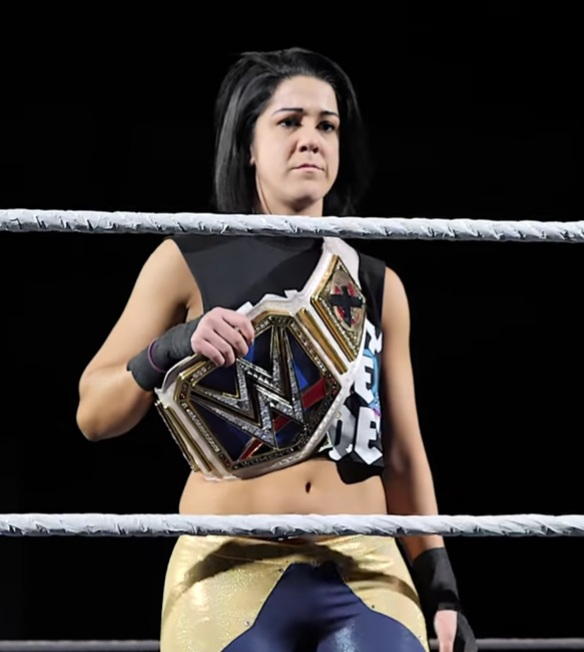

Bayley (C) gegen Lacey Evans gegen Sasha Banks gegen Naomi gegen Tamina Snuka
Am 11. Oktober 2019 gewinnt Bayley den WWE Women’s Championship von Charlotte Flair und verteidigt ihren Titel erfolgreich beim Royal Rumble gegen Lacey Evans. und beim Super ShowDown gegen Naomi.
Bei der Smackdown-Episode vom 20. März wird Paige auf dem Titantron eingeblendet, weil ihr die Ehre erteilt wurde, die Gegnerin für das anstehende WWE Smackdown Women’s Championship bekanntzugeben. Bayley und Sasha Banks kommen dafür in den Ring und Paige erklärt, dass Lacey Evans erneut eine Chance auf den Titel erhalten wird. Bayley stellt klar, dass sie Evans bereits beim Royal Rumble besiegen konnte, doch bevor sie fortfahren kann, benennt Paige Dana Brooke als dritte Teilnehmerin. Bayley und Banks fragen amüsiert, ob nicht auch Tamina an diesem Match teilnehmen sollte, falls diese überhaupt noch für die WWE arbeitet. Paige nimmt diese Vorlage dankend an und fügt daraufhin auch Naomi diesem Match hinzu. Nachdem Banks und Bayley langsam wütend werden und anfangen, Paige zu beschimpfen, fügt diese mit einem Lächeln Sasha Banks als sechste und letzte Teilnehmerin hinzu.
In der letzten Sendung vor WrestleMania kommt es zu einem Aufeinandertreffen der am Match beteiligten Frauen. Es kommt zu einem Brawl zwischen den Frauen, aus dem sich Banks und Bayley heimlich herausziehen.
Bei WrestleMania kommt es zu einem Five Pack Elimination Match.
| Superstar   | Eliminiert von | Matchzeit |
| ----------- | -------------- | --------- |
| Tamina      | Allen          | 6:24      |
| Naomi       | Sasha Banks    | 10:14     |
| Sasha Banks | Lacey Evans    | 13:23     |
| Lacey Evans | Bayley         | 19:16     |

Nachdem Sasha Banks von Lacey Evans eliminiert wurde, bleibt sie am Ring und greift Evans mit einem Backstabber an. Daraufhin ist es Bayley möglich, Lacey Evans zu pinnen und den Titel zu verteidigen.

### Firefly Fun House Match

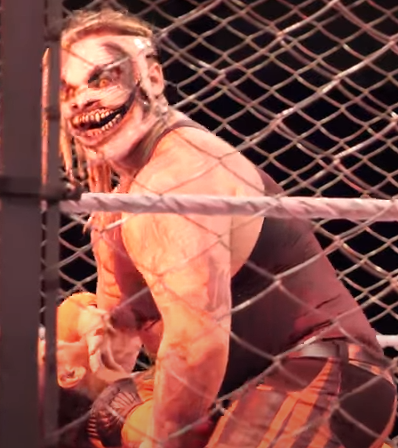

„The Fiend“ Bray Wyatt gegen John Cena
In der Smackdown-Ausgabe vom 28. Februar hielt John Cena eine Promo im Ring. Er möchte gerne Teil von WrestleMania sein, da er aber aktuell in keiner Fehde ist, erscheint es ihm passender, seinen Platz anderen Leuten zu überlassen, die diese Chance verdient haben. Während er spricht, verdunkelt sich die Halle und The Fiend steht überraschend hinter ihm und deutet auf das WrestleMania-Logo.
Während der darauffolgenden Smackdown-Episode gibt es ein „Firefly Fun House“-Segment. Bray Wyatt verrät in dieser, dass John Cena für die Erschaffung des Fiend verantwortlich ist, weil er ihn bei WrestleMania XXX besiegte und Wyatt daraufhin aus Rache und Schmerz sein Alter Ego freisetzen konnte.
Auf diese Aussage Wyatts wird auch in der nächsten Sendung noch einmal eingegangen. In einem Interview mit Michael Cole erklärt Cena, dass er im Laufe seiner Karriere schon oft dafür verantwortlich gemacht wurde, die Karriere von jemandem zerstört zu haben. Seiner Meinung nach seien die Leute selbst für ihr Scheitern verantwortlich und sollen ihre Schuld nicht bei jemand anderem suchen. In diesem Moment mischt sich Wyatt in das Gespräch ein und erklärt Cena wie selbstsüchtig er ist und dass es für einen John Cena nichts Wichtigeres gibt als sich selbst. Er hingegen hat sich mit seinen Ängsten auseinandergesetzt und begonnen, den Stimmen in seinem Kopf zu vertrauen. Erst dieses Vertrauen hat es ihm ermöglicht, The Fiend lebendig werden zu lassen und dass er sich darauf freut, Cena bei WrestleMania endgültig zu zerstören.
Bei der Smackdown-Ausgabe am 27. März wird in einem weiteren „Firefly Fun House“-Segment festgelegt, dass das Match zwischen Cena und The Fiend ein Firefly Fun House Match werden wird.
Dieses Match ist ebenfalls ein cineastisches Match. Man kann es als eine Art Zeitreise beschreiben, in der auf die bisherigen Karrieren der beiden Wrestler eingegangen wird. Es startet im Firefly Fun House, zeigt dann Cenas WWE-Debüt bei einer offenen Herausforderung von Kurt Angle im Juni 2002, eine Saturday Night’s Main Event Sequenz, ein Rap-Duell als „The Doctor of Thuganomics“, Cenas Zeit bei der New World Order und ihr Match bei WrestleMania XXX. Während des gesamten Matches kommt es zu keiner Art körperlichen Kampf, eher zielt The Fiend auf die Psyche Cenas ab. Am Ende gewinnt The Fiend via Pin nach der Mandible Claw, während Wyatt den Ringrichter gibt.

### WWE Championship

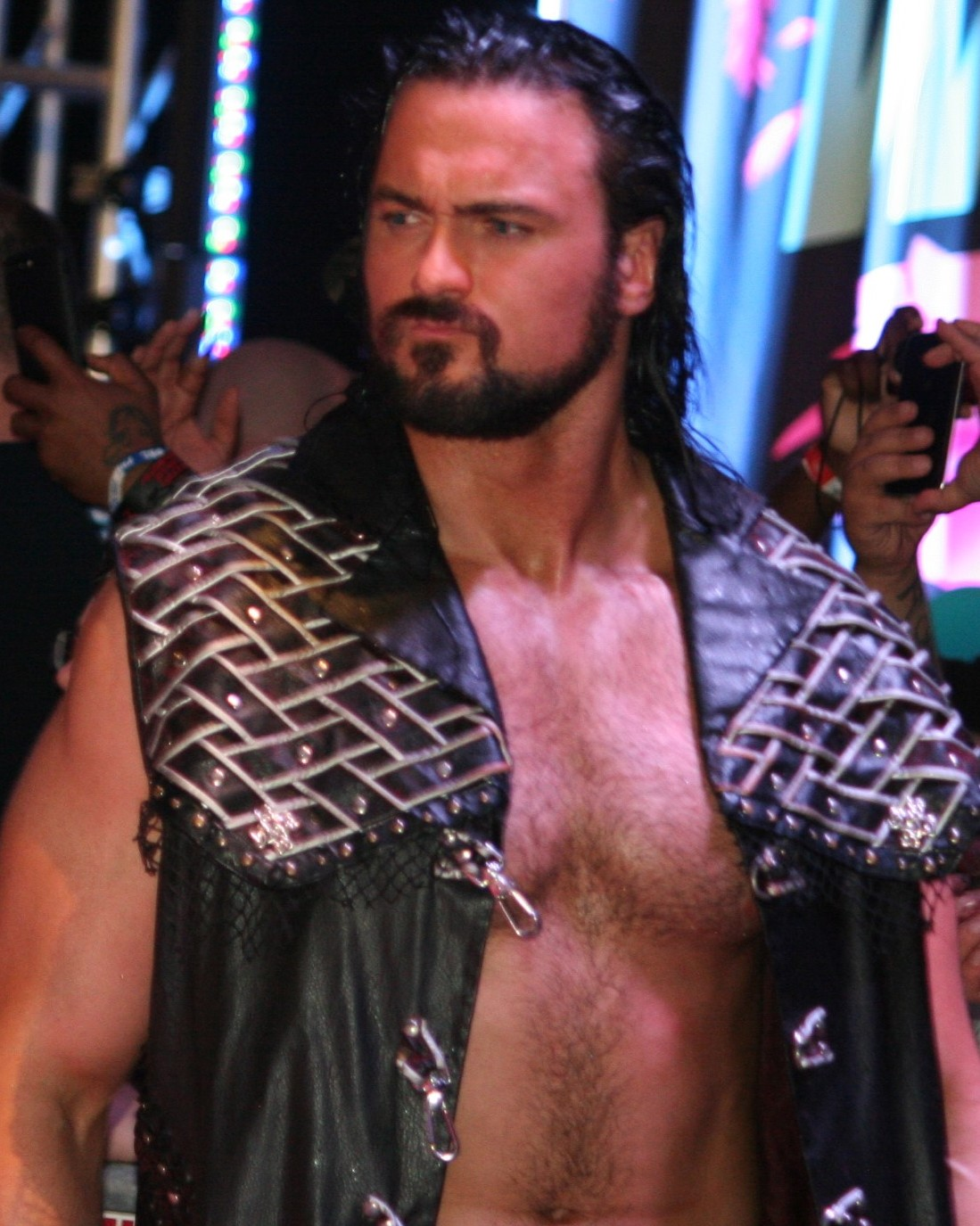

Brock Lesnar (C) gegen Drew McIntyre
In der letzten Raw Ausgabe vor dem Royal Rumble gibt der amtierende WWE-Champion Brock Lesnar bekannt, dass er, um allen Herausforderern seine Macht zu demonstrieren, als erster Teilnehmer im anstehenden Royal Rumble Match antreten wird.
Beim Royal Rumble schafft es Lesnar als #1, 26 Minuten im Ring zu bleiben und dabei dreizehn Männer in Folge zu eliminieren, was einen neuen Rekord bedeutet. Nachdem er von Drew McIntyre eliminiert wurde, kann sich McIntyre auch gegen die restlichen Gegner durchsetzen, das Royal Rumble Match gewinnen und sich dadurch eine Titelchance bei WrestleMania sichern.
Während der ersten Raw-Ausgabe nach dem Royal Rumble greift Lesnar McIntyre nach seinem Match gegen The O.C. an, um sich für seinen Rauswurf beim Rumble zu rächen.
Nachdem Lesnar beim Super ShowDown seinen Titel erfolgreich gegen Ricochet verteidigen konnte, kommt es in der darauffolgenden Raw Episode am 2. März zu einer direkten Ansprache von Paul Heyman an McIntyre und seinen mangelnden wrestlerischen Fähigkeiten. McIntyre betritt die Halle und verpasst Lesnar kurz hintereinander drei Claymore Kicks.
Am 23. März gibt McIntyre offiziell bekannt, dass er bei WrestleMania Lesnar um seinen WWE Championship herausfordern wird.
Bei WrestleMania gewinnt McIntyre via Pin nach dem vierten Clamore Kick.

## Besondere Vorkommnisse
Drew McIntyre verteidigt 20 Minuten nach seinem Titelgewinn im Match gegen Brock Lesnar seinen Titel in einem Match gegen Big Show. Big Show provozierte McIntyre während seines Interviews nach dem Sieg und forderte ihn dabei um den Titel heraus. Dieses Match wurde noch in der WrestleMania-Kulisse ausgetragen und aufgezeichnet und in der Raw-Episode am nächsten Tag ausgestrahlt.

## Funktionspersonal
| Funktion:                        | Name: |
| -------------------------------- | --- |
| Gastgeber                        | Rob Gronkowski                                                                                                 |
| Englishe Kommentatoren           | Michael Cole (Smackdown)                                                                                       |
| Englishe Kommentatoren           | John „Bradshaw“ Layfield (Smackdown)                                                                           |
| Englishe Kommentatoren           | Tom Phillips (Raw, NXT Women’s Championship Match)                                                             |
| Englishe Kommentatoren           | Byron Saxton (Raw, NXT Women’s Championship Match)                                                             |
| Spanische Kommentatoren          | Marcelo Rodríguez (Tag 1)                                                                                      |
| Spanische Kommentatoren          | Carlos Cabrera (Tag 2)                                                                                         |
| Ringsprecher                     | Greg Hamilton (SmackDown)                                                                                      |
| Ringsprecher                     | Mike Rome (Raw, NXT Women’s Championship Match)                                                                |
| Ringrichter                      | Danilo Anfibio (Women’s Tag Team Championship, Edge vs. Randy Orton, Women’s Smackdown Championship)           |
| Ringrichter                      | John Cone (Raw Women’s Championship, Raw Tag Team Championship)                                                |
| Ringrichter                      | Shawn Bennett (Liv Morgan vs. Natalya, WWE Championship)                                                       |
| Ringrichter                      | Jessika Carr (Elias vs. King Corbin)                                                                           |
| Ringrichter                      | Darrick Moore (NXT Women’s Championship)                                                                       |
| Ringrichter                      | Eddie Orengo (Kevin Owens vs. Seth Rollins, Smackdown Tag Team Championship, Aleister Black vs. Bobby Lashley) |
| Ringrichter                      | Charles Robinson (Universal Championship, Otis vs. Dolph Ziggler)                                              |
| Ringrichter                      | Drake Wuertz (Cesaro vs Drew Gulak, Intercontinental Championship, Smackdown Tag Team Championship)            |
| Ringrichter                      | Rod Zapata |
| Interviewer                      | Kayla Braxton                                                                                                  |
| Interviewer                      | Charly Caruso                                                                                                  |
| Expertenrunde in der Kickoffshow | Renee Young (Tag 1 und Tag 2)                                                                                  |
| Expertenrunde in der Kickoffshow | Booker T (Tag 1 und Tag 2)                                                                                     |
| Expertenrunde in der Kickoffshow | Mark Henry (Tag 1)                                                                                             |
| Expertenrunde in der Kickoffshow | Christian (Tag 2)                                                                                              |
| Reporter der Kickoffshow         | Corey Graves (Tag 1 und Tag 2)                                                                                 |
| Reporter der Kickoffshow         | Peter Rosenberg (Tag 1 und Tag 2)                                                                              |

## Ergebnisse
Hier sind die Ergebnisse der WrestleMania 36 tabellarisch gelistet:
| Nummer | Ergebnis                                                                  | Matchart                                                             | Länge des Matches |
| --- | ------------------------------------------------------------------------- | -------------------------------------------------------------------- | ----------------- |
| 1K | Cesaro besiegte Drew Gulak                                                | Einzelmatch                                                          | 04:29             |
| 2K | Nikki Cross & Alexa Bliss gewinnen gegen Asuka & Kairi Sane (C)           | Tag Team Match um die WWE Women’s Tag Team Championship              | 15:02             |
| 3K | Elias besiegte King Corbin                                                | Einzelmatch                                                          | 08:53             |
| 4K | Becky Lynch besiegte Shayna Bazler                                        | Einzelmatch um die WWE Raw Women’s Championship                      | 08:30             |
| 5 | Sami Zayn (c) besiegte Daniel Bryan                                       | Einzelmatch um den WWE Intercontinental Championship                 | 09:17             |
| 6 | John Morrison (c) gewinnt gegen Jimmy Uso und Kofi Kingston               | Triple Threat Leitermatch um den WWE SmackDown Tag Team Championship | 18:34             |
| 7 | Kevin Owens besiegte Seth Rollins                                         | Einzelmatch                                                          | 09:58             |
| 8 | Braun Strowman gewinnt gegen Bill Goldberg (C)                            | Einzelmatch um den WWE Universal Championship                        | 02:11             |
| 9 | The Undertaker gewinnt gegen AJ Styles                                    | Boneyard Match                                                       | 18:24             |
| 10 | Liv Morgan gewinnt gegen Natalya                                          | Einzelmatch                                                          | 06:23             |
| 11 | Charlotte Flair gewinnt gegen Rhea Ripley (C)                             | Einzelmatch um die NXT Women’s Championship                          | 20:28             |
| 12 | Aleister Black gewinnt gegen Bobby Lashley                                | Einzelmatch                                                          | 07:16             |
| 13 | Otis gewinnt gegen Dolph Ziggler                                          | Einzelmatch                                                          | 08:11             |
| 14 | Edge gewinnt gegen Randy Orton                                            | Einzelmatch – Last Man Standing Match                                | 36:35             |
| 15 | The Street Profits (C) gewinnen gegen Angel Garza & Austin Theory         | Tag Team Match um die WWE Raw Tag Team Championship                  | 06:23             |
| 16 | Bayley (C) gewinnt gegen Lacey Evans, Sasha Banks, Naomi und Tamina Snuka | Five Pack Elimination Match die WWE SmackDown Women’s Championship   | 19:16             |
| 17 | „The Fiend“ Bray Wyatt besiegt John Cena                                  | Einzelmatch – Firefly Fun House Match                                | 12:59             |
| 18 | Drew McIntyre besiegt Brock Lesnar (C)                                    | Einzelmatch um die WWE Championship                                  | 04:28             |
| (c) – Dies sind die Champions vor der WrestleMania. K – Dieses Match fand in der kostenfrei zu sehenden Kickoff-Show statt. |                                                                           |                                                                      |                   |